# مدونا دل کاردلینو
مدونا دل کاردِلینو (به انگلیسی: Madonna del Cardellino) یا مریم مقدس سهره (به انگلیسی: Madonna of the Goldfinch)، یک نقاشی رنگ روغن بر روی چوب اثر هنرمند ایتالیایی دورهٔ رنسانس، رافائل؛ این نقاشی در حدود ۱۵۰۵ تا ۱۵۰۶ کشیده شده است. یک فرایند مرمت ۱۰ ساله از آن در سال ۲۰۰۸ به پایان رسید و پس از آن نقاشی به خانهٔ خود در موزهٔ اوفیتزی در فلورانس بازگردانده شد. در طول مرمت، یک نسخه کپی عتیقه جایگزین نقاشی در گالری شد.